# Margot Frank

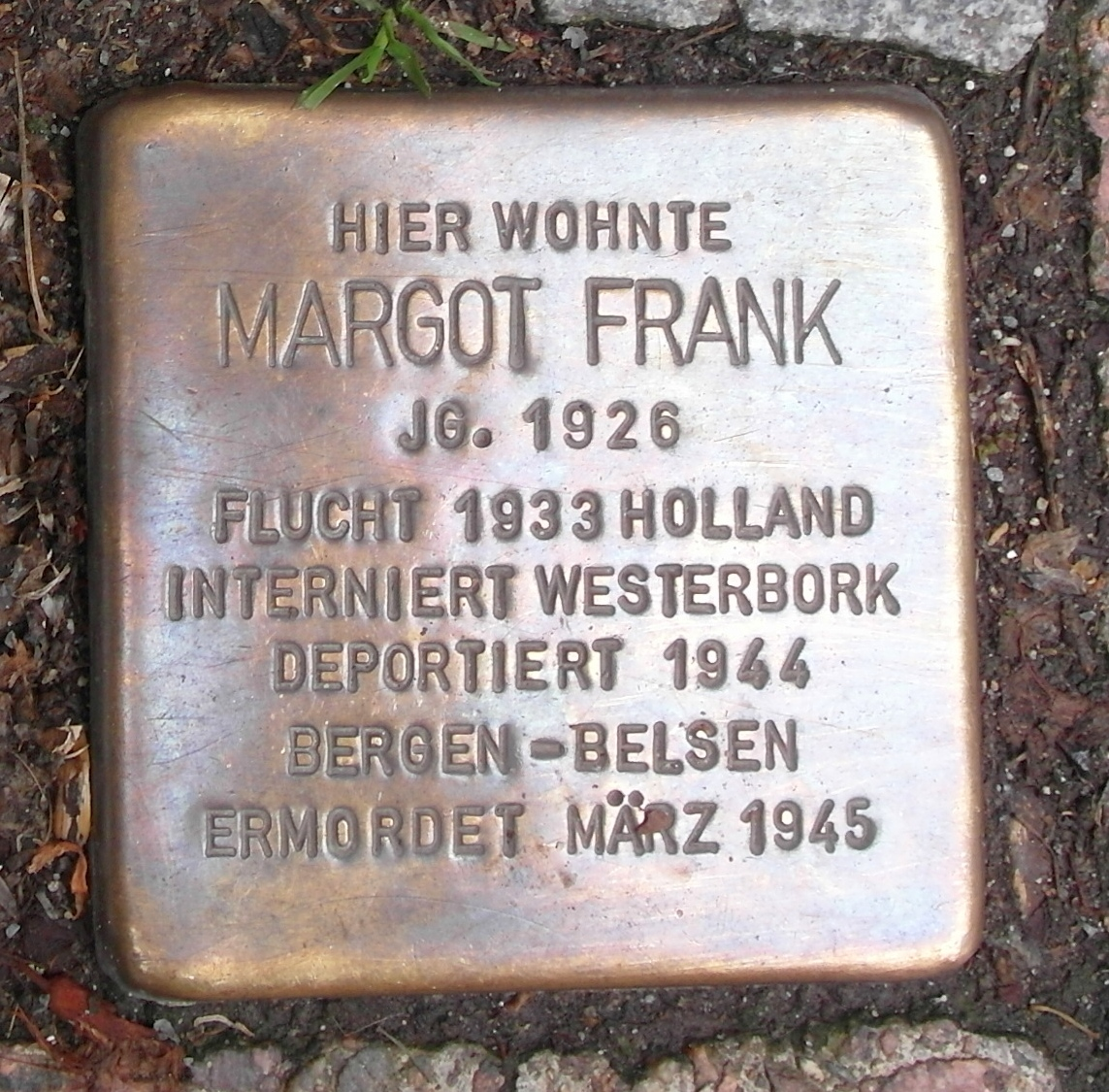
Snubbelsten för Margot Frank på Pastorplatz i Aachen.

Margot Betti Frank, född 16 februari 1926 i Frankfurt am Main, Tyskland, död i februari 1945 i Bergen-Belsen, Tyskland, var äldre syster till Anne Frank. Liksom sin syster skrev Margot Frank dagbok, men den har aldrig återfunnits. Hon och hennes familj gömdes av Miep Gies, Johannes Kleiman, Victor Kugler och Bep Voskuijl.
I augusti 1944 avslöjades deras gömställe i Amsterdam av en okänd. Därifrån fördes hela hennes familj till genomgångslägret Westerbork. Sedan hade de en tre dagar lång tågresa till förintelselägret Auschwitz. Margot deporterades i slutet av oktober 1944 till koncentrationslägret Bergen-Belsen tillsammans med sin syster Anne. Där dog de båda i en tyfusepidemi.